# Premna sulphurea
Premna sulphurea là một loài thực vật có hoa trong họ Hoa môi. Loài này được (Baker) Gürke miêu tả khoa học đầu tiên năm 1903.